# Merophyas therina
Merophyas therina là một loài bướm đêm thuộc họ Tortricidae. Nó được tìm thấy ở Úc, bao gồm Lãnh thổ Thủ đô Úc và Tasmania.
Sải cánh dài khoảng 15 mm.
Ấu trùng ăn Acaena anserinifolia.